# Empoasca spatna
Empoasca spatna är en insektsart som beskrevs av Irena Dworakowska 1977. Empoasca spatna ingår i släktet Empoasca och familjen dvärgstritar. Inga underarter finns listade i Catalogue of Life.